# مرکز اسلامی استونی
مرکز اسلامی استونی (به استونیایی: Eesti Islami Keskus) یک مسجد در ناحیه لاسنامیه، تالین، شهرستان هاریو، استونی است.

## معماری
این مسجد در یک بلوک اداری در منطقه لاسنامه قرار دارد.

## حمل و نقل
مسجد در فاصله چند قدمی جنوب شرقی ایستگاه اولمیست الرون قرار دارد.